# 西足寄町
西足寄町（にしあしょろちょう）は、かつて北海道中川郡に存在した町である。

## 沿革
- 1900年（明治33年）- 足寄太地区に13戸が入植する。
- 1921年（大正10年）4月1日 - 本別村（現本別町）から分村、北海道二級町村制施行により中川郡西足寄村（にしあしょろむら）となる。足寄太(あしょろぶと)、稲牛(いなうし)、斗満（とまむ）、大誉地(およち)、芽登(めとう)、ビリベツ、上利別(かみとしべつ)の7字を編成。河西支庁に所属。
- 1932年（昭和7年）8月15日 - 支庁の改称により十勝支庁に所属。
- 1950年（昭和25年）4月1日 - 町制施行し西足寄町となる。
- 1951年（昭和26年）4月1日 - 字・斗満の一部を陸別村へ編入。
- 1955年（昭和30年）4月1日 - 足寄郡足寄村と合併し、足寄郡足寄町となり消滅。